# 麻池河乡
麻池河乡是中国陕西省商洛市商州区下辖的一个乡。

## 行政区划
麻池河乡下辖以下行政区：
金联村、郭湾村、九千岔村、峪明村、刘家街村、下桃园村、金龙河村、金林村、水平村、峪西村、星火村